# (37444) 2793 P-L
2793 P-L (asteroide 37444) é um asteroide da cintura principal. Possui uma excentricidade de 0.23315960 e uma inclinação de 3.22754º.
Este asteroide foi descoberto no dia 26 de setembro de 1960 por Cornelis Johannes van Houten e Ingrid van Houten-Groeneveld e Tom Gehrels em Palomar.